# Суперкуп Европе 1991.
Суперкуп Европе 1991. било је 16. издање Суперкупа Европе, фудбалске утакмице која се сваке године одржава између победника Купа европских шампиона и Купа победника купова из прошле сезоне. Утакмица је одиграна 19. новембра 1991. између освајача Купа шампиона 1990/91. Црвене звезде и освајача Купа победника купова 1990/91. Манчестер јунајтеда.
Првобитно је било планирано да финале чине две утакмице као што је био случај у претходним издањима суперкупа. Међутим, због тадашњих сукоба у СФР Југославији, Манчестер јунајтед званично није желео да игра у Београду (иако сукоба у Србији није било). УЕФА је на крају одлучила да се одигра само један меч (трећи такав случај у историји такмичења) и то на Јунајтедовом стадиону Олд трафорду.

## Позадина
Црвена звезда се квалификовала на такмичење као првак Купа европских шампиона у сезони 1990/91. У финалу у Барију побеђен је француски Марсељ након пенал-серије с резултатом 5 : 3 пошто је после продужетака било 0 : 0. Звездин фудбалер Синиша Михајловић то финале описао је као најдосадније у историји Купа шампиона. Друго место у суперкупу припало је Манчестер јунајтеду, победнику Купа победника купова у сезони 1990/91, који је у финалу одржаном у Ротердаму победио фаворизовану Барселону с резултатом 2 : 1. Оба клуба су се први пут нашла у Суперкупу Европе. Јунајтед је још 1968. освојио Куп шампиона, али тада суперкуп још није био успостављен.
Био је то први сусрет Манчестер јунајтеда и Црвене звезде у неком такмичарком мечу још од четвртфинала Купа шампиона 1957/58. Након што је у тој утакмици побеђења Звезда укупним резултатом 5 : 4, авион који је превозио екипу Јунајтеда срушио се приликом узлетања на аеродрому Минхен-Рим. Ова авионска несрећа је однела 23 живота. Међу страдалима било је осам фудбалера и три члана стручног штаба Манчестер јунајтеда, два пријатеља клуба, осам новинара и два члана посаде. Тадашњи тренер Манчестер јунајтеда Мет Базби гледао је утакмицу Суперкупа с трибина, а тренер Црвене звезде Владица Поповић био је део поставе која је играла против Јунајтеда те 1958.

## Утакмица

### Детаљи
| Манчестер јунајтед | 1 : 0    | Црвена звезда |
| ------------------ | -------- | ------------- |
| Маклер 67’         | Извештај |               |

| Манчестер јунајтед | Црвена звезда |

| Г              | 1  | Петер Шмејхел     |  |     |
| О              | 2  | Ли Мартин         |  | 71’ |
| О              | 3  | Денис Ирвин       |  |     |
| О              | 4  | Стив Брус (к)     |  |     |
| С              | 5  | Нил Веб           |  |     |
| О              | 6  | Гари Палистер     |  |     |
| С              | 7  | Андреј Канчељскис |  |     |
| С              | 8  | Пол Инс           |  |     |
| Н              | 9  | Брајан Маклер     |  |     |
| Н              | 10 | Марк Хјуз         |  |     |
| С              | 11 | Клејтон Блекмор   |  |     |
| Измене:        |    |                   |  |     |
| О              | 12 | Мал Донахи        |  |     |
| Г              | 13 | Гари Волш         |  |     |
| С              | 14 | Расел Бирдсмор    |  |     |
| Н              | 15 | Марк Робинс       |  |     |
| С              | 16 | Рајан Гигс        |  | 71’ |
| Тренер:        |    |                   |  |     |
| Алекс Фергусон |    |                   |  |     |

| Г               | 1  | Звонко Милојевић    |    |     |
| О               | 2  | Душко Радиновић     |    |     |
| О               | 3  | Горан Василијевић   |    |     |
| О               | 4  | Мирослав Тањга      |    |     |
| О               | 5  | Миодраг Белодедић   | 2’ |     |
| О               | 6  | Илија Најдоски      |    |     |
| С               | 7  | Влада Стошић        |    |     |
| С               | 8  | Владимир Југовић    |    |     |
| Н               | 9  | Дарко Панчев        |    |     |
| С               | 10 | Дејан Савићевић (к) |    | 82’ |
| С               | 11 | Синиша Михајловић   |    |     |
| Измене:         |    |                     |    |     |
| Г               | 12 | Драгоје Лековић     |    |     |
| О               | 13 | Саша Недељковић     |    |     |
| Н               | 14 | Илија Ивић          |    | 82’ |
| Н               | 15 | Предраг Јовановић   |    |     |
| Тренер:         |    |                     |    |     |
| Владица Поповић |    |                     |    |     |

| Помоћне судије: Сес Бакер Јеф ван Влит Резерни судија: Еди Ломас | Правила: - 90 минута регуларног дела утакмице; - 30 минута продужетака уколико је резултат нерешен; - извођење једанаестераца уколико је резултат и даље нерешен; - пет измена |

| Победник Суперкупа Европе 1991. |
| ------------------------------- |
| Манчестер јунајтед 1. титула    |

## Након утакмице
И Манчестер јунајтед и Црвена звезда су добили око 200.000 фунти након меча, највише од права на телевизијске преносе. Јунајтед је освојио своју прву титулу и, закључно са 2023, једину титулу у Европском суперкупу. Касније су губили у финалима одржаним 1999, 2008. и 2017. Дарко Панчев је изјавио касније, присећући се меча, да је Јунајтед те године имао добар тим, али да Звезда није имала довољно среће за победу. Сер Алекс Фергусон имао је речи хвале за екипу Звезде а између осталог рекао је да црвено-бели сигурно имају талента и квалитета и да њихово време тек долази. Тим Црвене звезде настављао је да се распада — у року од две године, скоро сви играчи који су били део генерација 1991 су напустили клуб. Према речима енглеског новинара Џонатона Еспија, „једна ера се завршила пре но што је уопште започела.” Црвена звезда није више имала наступа у Суперкупу Европе.